# Absidíolo

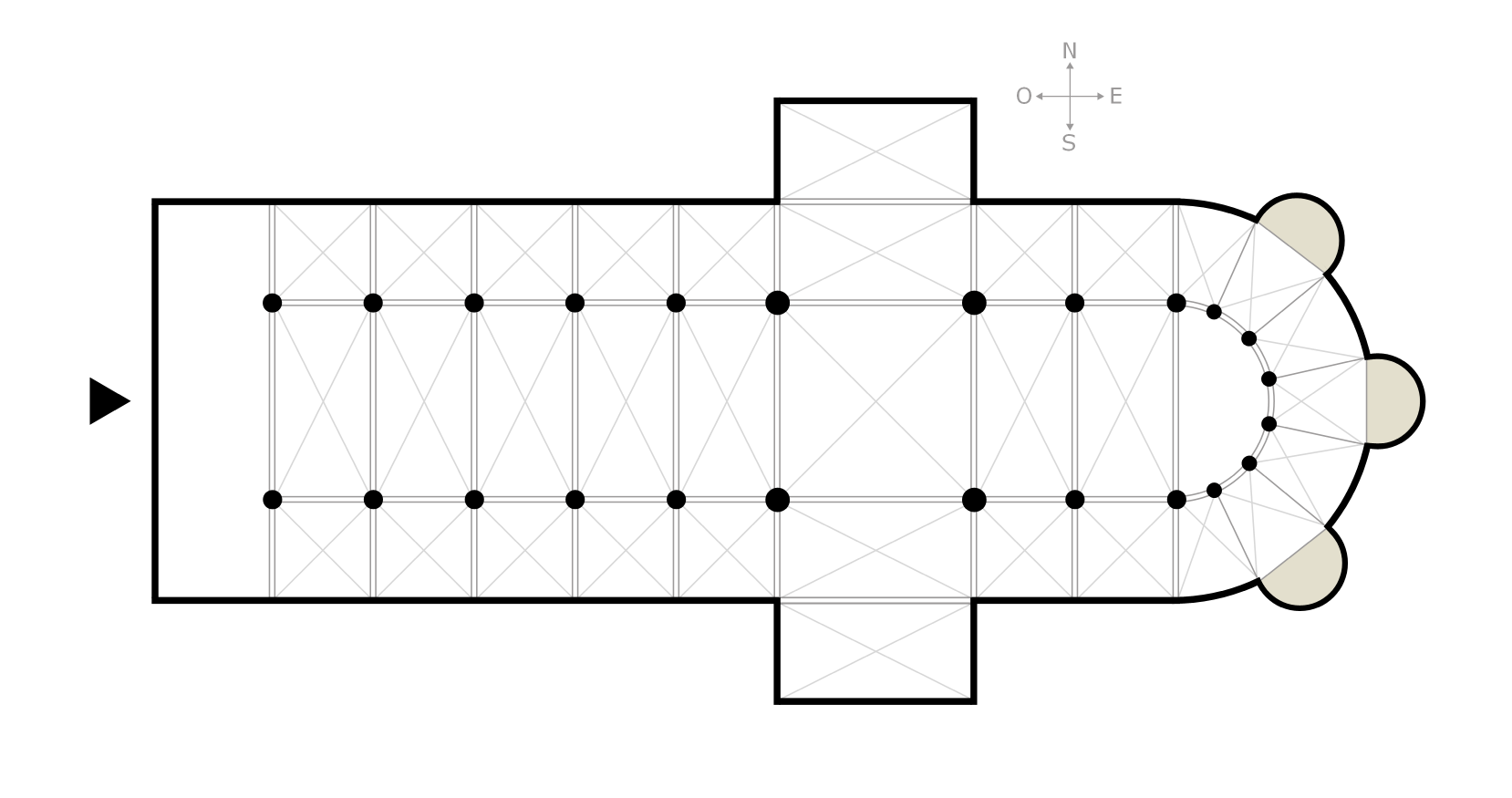
Representação esquemática da planta de uma catedral. As capelas radiantes são as áreas coloridas.

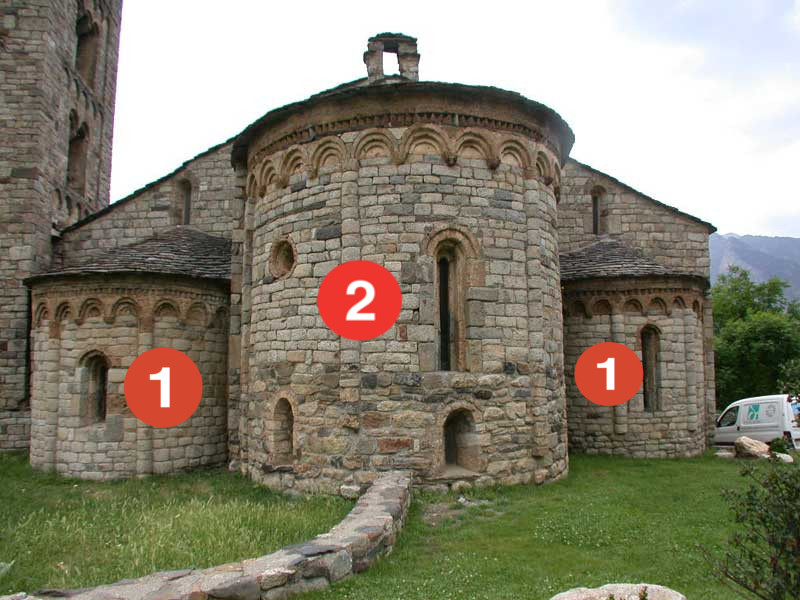
Dois absidíolos laterais unidos por uma abside central. Imagem da Igreja de Sant Climent de Taüll (Lérida, Espanha). (1: absidíolos; 2: abside)

O termo arquitectónico capela radiante (também capela radial, ábside secundária ou absidíolo),  refere-se a uma pequena capela secundária de um edifício religioso, especialmente difundida nas catedrais do estilo gótico durante a  Idade Média.
Várias capelas de dimensão inferior são dispostas a Este no edifício ao redor da ábside para a qual abrem no interior. Esta disposição pode ser em forma circular ou poligonal, consoante a planta e os facetamentos da ábside em que se anexam. Caso exista um deambulatório a circunscrever a ábside é então para esta ala que as capelas fazem ligação. O número de capelas radiantes é geralmente três, podendo variar consoante a dimensão do edifício, assumindo uma forma semi-circular, ou por vezes, pentagonal.
Em termos de difusão geográfica denota-se uma clara centralização do uso no continente europeu (especialmente em França), sendo o seu uso em Inglaterra restrito principalmente devido à terminação rectangular do coro.

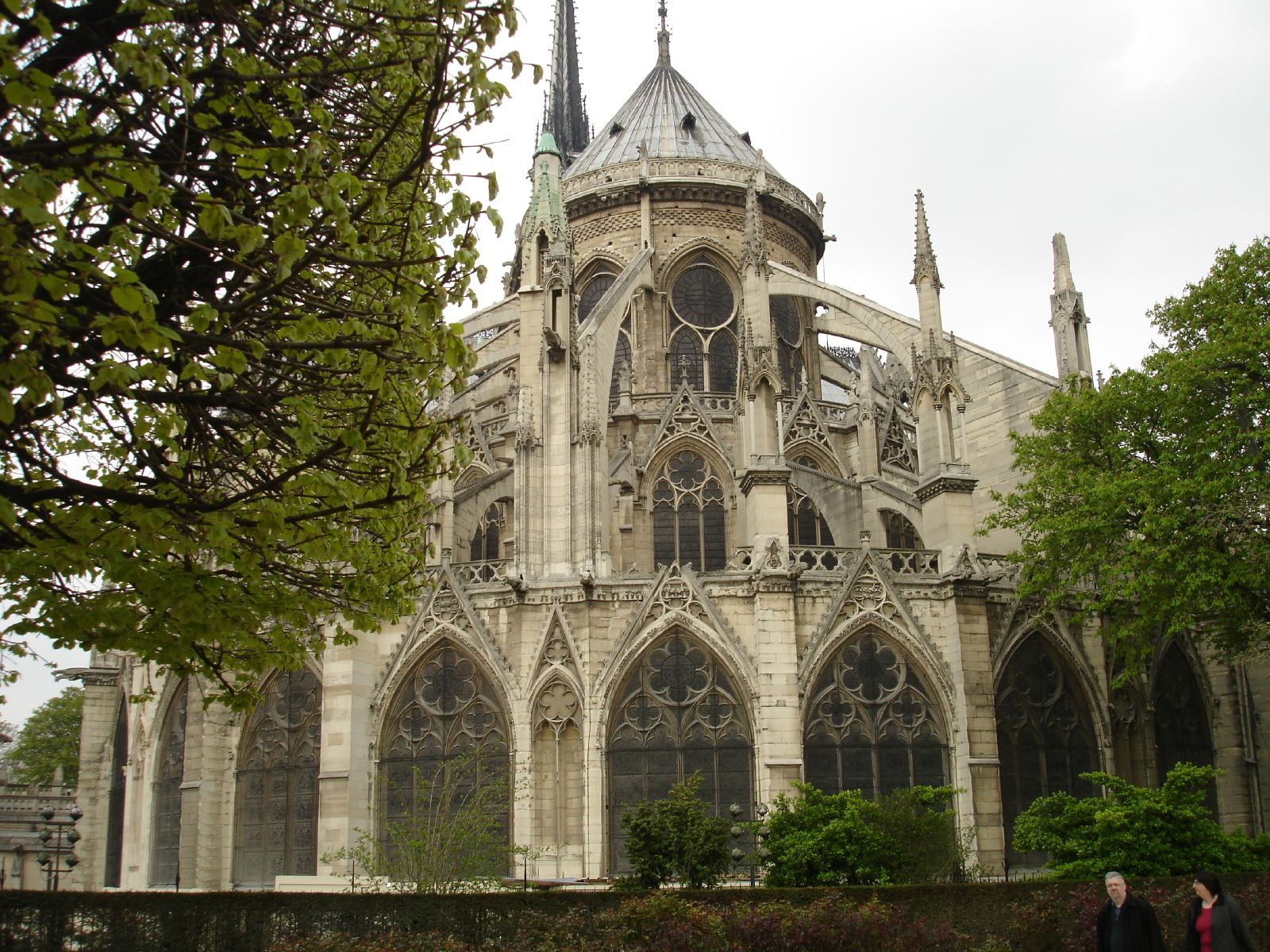
Catedral de Notre-Dame, zona Este com ábside (central) e conjunto de ábsides menores.

Esta multiplicação de pequenas capelas veio permitir a distribuição dos diversos altares que se acumulavam e passam a ser encaradas como pequenos santuários de acesso restrito aos clérigos, mas de acesso visual aos fiéis através do deambulatório (utilizado como uma nave).